# Dominique Odry
Dominique-Joseph Odry (* 1865; † 1962) war ein französischer Divisionsgeneral und Oberkommissar des Memellandes (1920–1921).